# Herbert Baumann (Fussballspieler)
Herbert «Hebi» Baumann (* 16. September 1964) ist ein ehemaliger Schweizer Fussballspieler und heutiger -trainer.

## Karriere als Spieler

### Vereine
Seine Juniorenzeit verbrachte Herbert Baumann beim FC Littau und beim FC Emmenbrücke.
Nach zwei Jahren in der 1. Mannschaft des FC Littau in der 2. Liga (damals 4. Spielklasse) wechselte er im Sommer 1984 zum FC Luzern in die damalige Nationalliga A.
Der gelernte Offensivspieler wurde von seinem damaligen Trainer beim FC Luzern Friedel Rausch erfolgreich zum Aussenverteidiger umgeschult. Er spielte zwischen 1984 und 1998 seine ganze Profikarriere für die erste Mannschaft des FC Luzern, wo er in der Saison 1988/89 die Schweizer Meisterschaft und 1992 im Cupfinal gegen den FC Lugano auch den Schweizer Cup gewann.
Im Sommer 1998 beendete er seine Karriere nach 372 Meisterschaftsspielen und neun Toren für den FC Luzern.

### Nationalmannschaft
Baumann absolvierte zwischen 1989 und 1991 15 Länderspiele für die Schweizer Nationalmannschaft.

## Karriere als Trainer
Nach seinem Rücktritt als Fussballspieler trainierte er ab Sommer 1998 den FC Küssnacht (Spielertrainer), FC Luzern U-17, SC Cham, FC Littau (Spielertrainer), SC Kriens (Co-Trainer) und den FC Eschenbach. Dabei schaffte er 2010 mit dem FC Eschenbach den Aufstieg in die 2. Liga interregional und gewann den Innerschweizer Cup 2010, womit sich der Club für die 1. Hauptrunde des Schweizer Cup 2010/11 qualifizierte.
Ab Juli 2012 war er Trainer des FC Willisau, mit dem er zweimal in die 2. Liga interregional aufstieg. Am 19. April 2016 wurde Baumann beim FC Willisau entlassen.
Im Oktober 2017 übernahm Baumann den Trainerjob beim FC Hochdorf in der 2. Liga interregional. und Anfang 2019 denjenigen beim FC Littau, bei dem er 2014 zum Ehrenmitglied ernannt worden war. Auf eigenen Wunsch gab er sein Traineramt im Juni 2019 ab und beendete seine Trainerkarriere.

## Erfolge
als Spieler
- Schweizer Meister 1989 mit dem FC Luzern.
- Schweizer Cupsieger 1992 mit dem FC Luzern.
- Aufstieg in die Nationalliga A 1993 mit dem FC Luzern.
- Aufstieg in die  1. Liga (damalige 3. Spielklasse) 1984 mit dem FC Littau[7]

als Trainer
- Innerschweizer Cupsieger 2010 mit dem FC Eschenbach
- Aufstieg in die 2. Liga interregional 2010 mit dem FC Eschenbach
- Aufstieg in die 2. Liga interregional 2013, 2015 mit dem FC Willisau
- Aufstieg in die  2. Liga 2003 mit dem FC Littau